# Волкот (Ајова)
Волкот (енгл. Walcott) град је у америчкој савезној држави Ајова. По попису становништва из 2010. у њему је живело 1.629 становника.

## Демографија
Према попису становништва из 2010. у граду је живело 1.629 становника, што је 101 (6,6%) становника више него 2000. године.
| Група             | 2000.         | 2010.         |
| Белци             | 1.485 (97,2%) | 1.564 (96,0%) |
| Афроамериканци    | 5 (0,3%)      | 3 (0,2%)      |
| Азијати           | 8 (0,5%)      | 5 (0,3%)      |
| Хиспаноамериканци | 17 (1,1%)     | 40 (2,5%)     |
| Укупно            | 1.528         | 1.629         |